# 中国工人运动
中国工人运动，在中国大陸发生的通过合法的投诉、谈判、请求仲裁、直至罢工等手段，为被雇佣者争取经济利益和政治权利的社会抗争运动。

## 歷史

### 中華人民共和國

#### 改革開放後
有學者將中國的改革開放後工人運動按照其性質、形式可分為三種類型。
1. 由各級工會——以中華全國總工會為頂點——通過體制內機制協調或領導的各種正式活動；
2. 主要由下崗、失業者等邊緣勞動者引發的各種突發性事件；
3. 由一些地下勞工運動家領導的非正式獨立勞工運動。

而改革開放後，中國各地出現更多勞動爭議，更多工人嘗試爭取權益。从1993年8月1日《中华人民共和国企业劳动争议处理条例》公布至2001年底，全国各级劳动争议仲裁委员会共立案受理劳动争议案件68.8万件，涉及劳动者236.8万人，结案率始终保持在90%以上。此外，各级劳动争议仲裁委员会还以非立案方式处理劳动争议50.3万件。
1992年發生了155起職工群眾參加的罷工、怠工、集會、遊行等突發事件。其中因侵犯職工合法權力而引起的佔25%，因拖欠職工退休金和保險福利待遇而引起的佔27%。
2010年1-8月，深圳富士康科技集團有十多名員工自殺身亡，引起社會反響。